# Brothers in Arms: Hour of Heroes
Brothers in Arms: Hour of Heroes est un jeu vidéo de tir à la troisième personne se déroulant durant la Seconde Guerre mondiale, développé et publié par Gameloft en 2008 pour iOS,. Il fait partie de la série de jeux vidéo Brothers in Arms. 

## Gameplay
Le jeu propose trois méthodes de contrôle : "Cam Move", "2 Pads" et "Sight Move". Dans les trois modes, le mouvement est contrôlé par un joystick virtuel situé à gauche de l'écran, mais la façon dont le joueur regarde autour de lui change en fonction de la méthode de contrôle utilisée. Dans le mode "Cam Move", la vue et la visée sont contrôlées en glissant sur l'écran tactile ; dans le mode "2 Pads", la vue et la visée sont contrôlées par un joystick virtuel situé à droite de l'écran ; dans le mode "Sight Move", la vue et la visée sont contrôlées en touchant l'écran pour que le personnage regarde dans cette direction. Des contrôles par accéléromètre pour les mouvements sont également disponibles dans les trois méthodes de contrôle.
Les joueurs peuvent également s'accroupir, lancer des grenades, utiliser des viseurs en fer, recharger, changer d'arme et tirer à l'aide de boutons virtuels sur l'écran tactile, et ils peuvent contrôler deux véhicules pendant le jeu : un M3 Scout Car et un char Sherman M4A1.
Le jeu n'a pas de trame narrative à proprement parler. Au lieu de cela, le joueur contrôle un soldat anonyme de la 101e division aéroportée au cours de treize missions qui se déroulent pendant la Seconde Guerre mondiale. Les missions se déroulent au cours de trois campagnes distinctes : l'opération Overlord (Normandie), la campagne de Tunisie et la bataille des Ardennes.

## Accueil
Hour of Heroes est sorti avec des critiques mitigées. Il détient une note globale de 69,00 % sur GameRankings, basée sur cinq critiques.
Kelly Mitchell d'AppSpy lui a attribué une note de 3 sur 5, estimant que le jeu pouvait rivaliser avec les titres PlayStation sur le plan graphique, mais qu'il n'était pas à la hauteur sur le plan de la jouabilité : « Brothers in Arms: Hour of Heroes est un excellent jeu de tir à la troisième personne pour ceux qui découvrent le genre, mais il a tendance à ne pas plaire à ceux qui connaissent bien la série et il laissera les fans un peu déçus ».
Levi Buchanan d'IGN a donné au jeu une note de 6 sur 10. Il a fait l'éloge des graphismes, mais s'est montré très critique à l'égard des commandes : « Il y a un bon jeu là-dedans, mais les commandes horribles écrasent toute chance d'y arriver. À aucun moment on ne se sent naturel ou à l'aise, ce qui conduit à quelques maladresses malheureuses ».
Tracy Erickson, de Pocket Gamer, lui a donné une note de 7 sur 10, lui attribuant un "Bronze Award". Il a également critiqué les commandes, estimant qu'elles sont si mauvaises qu'elles gâchent presque le jeu, par ailleurs excellent : « Les commandes sont vraiment ce qui gâche Hour of Heroes. Malgré l'action exceptionnelle du jeu et la richesse de ses fonctionnalités, notamment les succès et les armes bonus, le dysfonctionnement des commandes transforme une médaille d'or en médaille d'argent. Il est possible de s'adapter à ses insuffisances, mais cela ne devrait pas être nécessaire. Il gagne la guerre, mais seulement à un prix ».
Steve Palley, de Slide to Play, a été plus impressionné, lui attribuant une note de 3 sur 4. Il a également critiqué les commandes, mais a conclu que « dans l'ensemble, Brothers in Arms: Hour of Heroes est un jeu ambitieux qui fait beaucoup plus de bien que de mal. Il est bon pour trois à cinq heures de combats à l'octane, entrecoupés de quelques moments vraiment spectaculaires. C'est un achat coûteux à 9,99 $, mais il livre la marchandise d'une manière qui est presque impossible à trouver sur l'App Store ».
Zack Stern, de MacLife, a également été impressionné, lui attribuant une note de 4 sur 5 et faisant l'éloge des commandes, des graphismes et de la jouabilité : « Nous n'avions jamais pensé qu'un jeu iPhone pouvait être épique avant de nous engager avec Brothers in Arms. Ce titre d'action en 3D est passionnant et rapide, même sans qualifier « ...pour l'iPhone ». Il trébuche encore parfois, mais ce jeu de tir équilibre le besoin de simplicité avec des fusillades tendues que l'on ne voyait auparavant que sur les "vrais" systèmes de jeu ». 